# Bersenbrück
Bersenbrück is een gemeente in de Duitse deelstaat Nedersaksen. De gemeente maakt deel uit van de Samtgemeinde Bersenbrück in het Landkreis Osnabrück. Bersenbrück telt 8.722 inwoners.

## Stadsdelen
1. Bersenbrück-centrum
2. Ahausen-Sitter (W)
3. Bokel (ZW)
4. Hastrup (ZO)
5. Hertmann-Lohbeck (N)
6. Priggenhagen (Z)
7. Talge (ten N van Hertmann-Lohbeck)
8. Woltrup-Wehbergen (ten Z van Priggenhagen)

## Geschiedenis
In 1221 werd Bersinbrugge voor het eerst in een document vermeld. De plaats is echter vermoedelijk  minstens twee eeuwen ouder. Graaf Otto van Ravensberg stichtte in 1231 een nonnenklooster voor de cisterciënzer orde. De graaf had daarvoor vooral politieke redenen. Een conflict met Graafschap Tecklenburg, of eigen machtsuitbreiding, kan een rol hebben gespeeld. Het cisterciënzerinnenklooster bestond van  1231 tot 1787. Voor de kloosterpoort ontwikkelde zich een dorp.  Na 1787 werden de kloostergebouwen vooral als kantoren voor de wereldlijke bestuurders gebruikt. De bovenetage van het (nog bestaande) poorthuis diende als gevangenis. Zo zetelde er van 1885 tot 1972 de Landkreis Bersenbrück, die bij de bestuurlijke herindeling werd vervangen door de huidige Samtgemeinde. Bersenbrück kreeg van de regering in 1956 het recht, zich stad te noemen.
Voor meer informatie zie onder Samtgemeinde Bersenbrück.

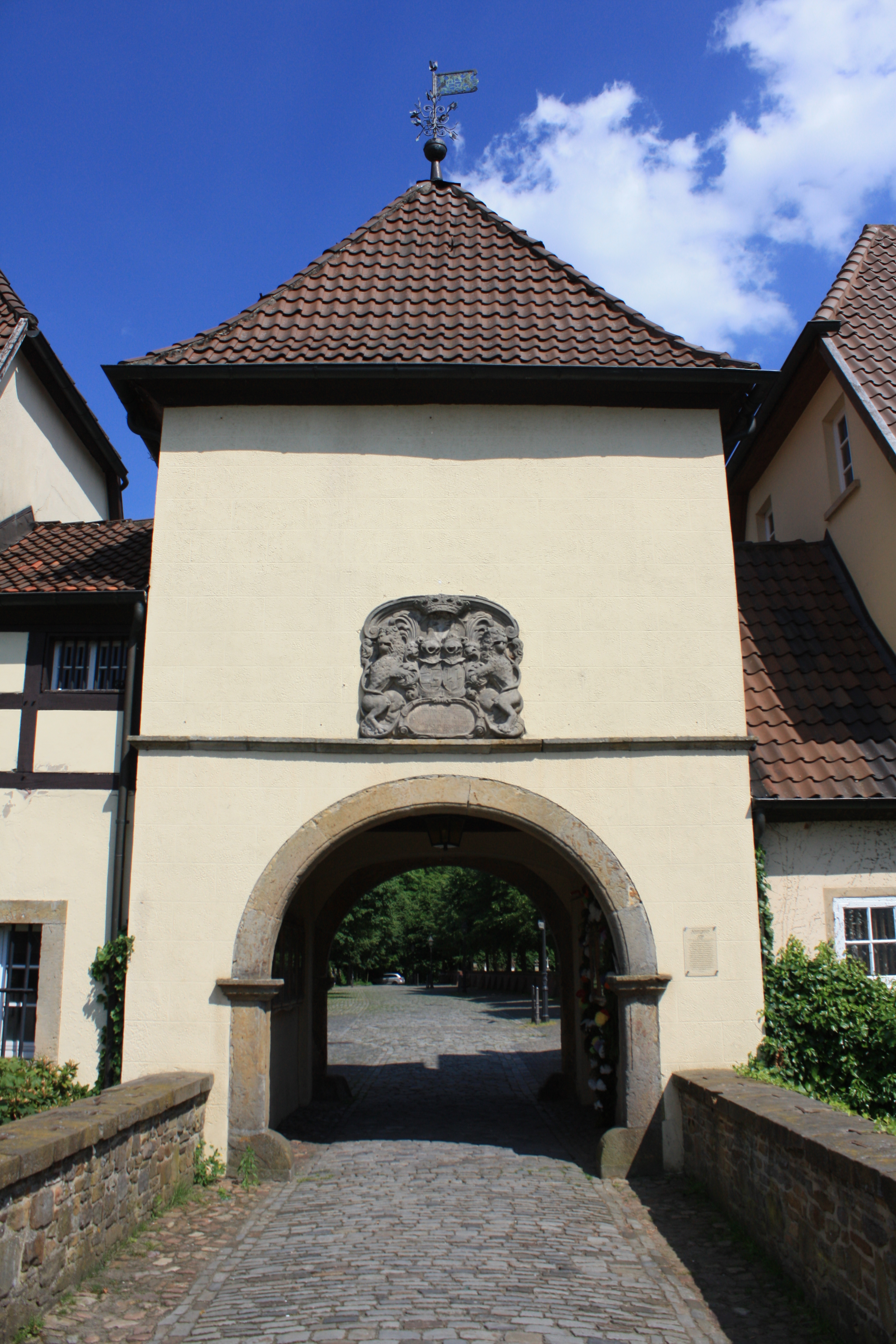
Kloosterpoort

- Gemeinsame Normdatei: 4005826-8
- Library of Congress Control Number: n82023802
- MusicBrainz: 7623d878-b400-4480-8470-e368e11f2ef3
- Nationale Bibliotheek van Israël: 987007557574905171
- Virtual International Authority File: 132541215
- WorldCat: E39PBJp9qHXV4fHbQ8qmhJ6tKd

Alfhausen · 
Ankum · 
Bad Essen · 
Bad Iburg · 
Bad Laer · 
Bad Rothenfelde · 
Badbergen · 
Belm · 
Berge · 
Bersenbrück · 
Bippen · 
Bissendorf · 
Bohmte · 
Bramsche · 
Dissen am Teutoburger Wald · 
Eggermühlen · 
Fürstenau · 
Gehrde · 
Georgsmarienhütte · 
Glandorf · 
Hagen am Teutoburger Wald · 
Hasbergen · 
Hilter am Teutoburger Wald · 
Kettenkamp · 
Melle · 
Menslage · 
Merzen · 
Neuenkirchen · 
Nortrup · 
Ostercappeln · 
Quakenbrück · 
Rieste · 
Voltlage · 
Wallenhorst